# .xyz
.xyz はトップレベルドメインの一つである。ICANNの新しいgTLDプログラムにおいて提案され、2014年6月2日に一般公開された。このドメイン名は、アルファベットの最後の3文字であること、ならびにX世代、Y世代、Z世代を指す意味合いを込めて名付けられたものである。XYZ.comおよびTeam Internetがこのドメインのレジストリである。

## 採用
2015年11月、.xyzは150万件のドメイン名登録に達した。これは、Googleが企業サイト（Alphabet）としてabc.xyzを使用するという決定に一部後押しされた可能性がある。Alphabetはこのドメインを使用した最初期の大企業のひとつである。しかし、ドメイン名レジストリであるベリサインなどは、ドメイン名レジストラネットワーク・ソリューションズが、オプトアウト方式で顧客アカウントに数十万件ものドメイン名を無償で登録した可能性があると主張している。

## 1.111Bクラス
2017年6月1日、.XYZは「1.111B」クラスの.xyzドメインを開始した。これは1年あたり0.99米ドルという低価格で登録・更新が可能なものである。対象となるのは000000.xyzから999999999.xyzまでの6桁、7桁、8桁、9桁の数字の組み合わせである。.XYZのCEOであるダニエル・ネガリは、これが市場に競争、選択肢、そして革新をもたらすためのものであると述べている。

## 問題
2023年、アンチ・フィッシング・ワーキング・グループは.xyzおよび.shopドメインが悪意あるドメイン登録件数の上位5位に入っていると報告した。マルウェア、詐欺、フィッシングの事例が多数発生したことにより、複数のマルウェア対策ベンダーが.xyzドメインの多くまたは全てをブラックリストに登録している。